# Umberto Bossi
Pour les articles homonymes, voir Bossi.
Umberto Bossi est un homme politique régionaliste italien, né le 19 septembre 1941 à Cassano Magnago. Il est le fondateur de la Ligue du Nord. 
Il est généralement surnommé, par les médias italiens, « il senatùr » (en lombard, « le sénateur »). Après ses réélections de 2018 et 2022, il détient le record de durée du mandat parlementaire comme député puis sénateur, avec plus de 31 ans, en deux périodes distinctes.
Il est mis en cause à partir de 2012 pour de détournement de plusieurs millions d'euros des caisses de la Ligue du Nord afin de satisfaire des dépenses personnelles.

## Biographie
Après un bac scientifique, il s'inscrit à la faculté de médecine mais abandonne sans terminer sa maîtrise.
Son engagement politique naît aux côtés de formations communistes dans les années 1970[réf. nécessaire], stimulé par une rencontre avec Bruno Salvadori qui dirigeait alors l'Union valdôtaine.
Au début des années 1980, il fonde avec Roberto Maroni et Giuseppe Leoni, la Lega Lombarda (la Ligue lombarde) dont il devient le secrétaire. À la fin de la décennie, il réussit à fédérer les différents mouvements autonomistes de l'Italie du Nord avec la fondation de la Ligue du Nord dont il devient secrétaire fédéral. Le parti, qui initialement s'affirmait sécessionniste avec un grand retentissement au milieu des années 1990, a progressivement mis de côté ses revendications indépendantistes — au grand dam d'une partie de son électorat très attachée à la Padanie libre[réf. nécessaire] —, pour évoluer vers un populisme ethnorégionaliste, dont les représentants ont parfois exprimé des propos jugés xénophobes ou homophobes. 
Il est élu sénateur lors des élections générales du 14 juin 1987, gagnant là son surnom d'Il senatùr. En avril 1992, il est élu à la Chambre des députés, et se voit reconduit aux élections de mars 1994, d'avril 1996 et de mai 2001.
Bien qu’exprimant parfois des propos virulents à l'égard de l'Union européenne, il vote en faveur des traités de Maastricht et de Lisbonne.
Le 11 juin 2001, Umberto Bossi est nommé ministre sans portefeuille, ministre des Réformes institutionnelles et de la Dévolution, auprès du président du Conseil Silvio Berlusconi. Il démissionne de ce poste le 19 juillet 2004, au moment de prendre ses fonctions de député européen.
Le 11 mars 2004, il est victime d'une attaque cérébrale et hospitalisé jusqu'au 11 janvier 2005, soit durant plus de trois cents jours, sans abandonner aucun mandat ni aucune fonction. Son élocution en garde des séquelles.
Désigné candidat à la présidence de la République italienne par son parti en 2006, il ne recueille que les suffrages de ses fidèles, échouant au quatrième tour de scrutin avec 42 voix contre 543 pour le candidat du centre-gauche, Giorgio Napolitano, qui est élu président.
Lors des élections anticipées d'avril 2008, Silvio Berlusconi retrouve le pouvoir qu'il avait perdu deux ans plus tôt. Le 8 mai, il nomme Umberto Bossi ministre sans portefeuille, ministre des Réformes pour le fédéralisme dans son quatrième cabinet. Ses fonctions ministérielles ne sont pas réattribuées après la démission du gouvernement Berlusconi IV, le 9 novembre 2011.
Le 5 avril 2012, il démissionne de ses fonctions de secrétaire fédéral de la Ligue du Nord, car il est mis en cause avec plusieurs de ses proches et des membres du parti dans un scandale de détournements de fonds publics. Il devient néanmoins président fédéral du parti à cette même date. Il avait mis sur pied une comptabilité parallèle au sein de la Ligue pour des millions d'euros de dépenses à son bénéfice et à celui de ses proches (hôtels, restaurants, grosses voitures, frais médicaux, etc) ainsi que des investissements suspects (5,7 millions d'euros) dans des fonds en Tanzanie et à Nicosie pour lesquels les enquêteurs soupçonnent une spéculation sur le diamant qui aurait permis un recyclage d'argent de la Ndrangheta calabraise.

## Poursuites judiciaires
Il est condamné en 1992 à huit mois de prison avec sursis dans le cadre du procès Enimont sur les financements illégaux de partis politiques par des entreprises.
En janvier 1998, il est condamné à un an de prison avec sursis et à une amende pour incitation au meurtre. Durant une réunion publique, il avait appelé ses militants à « localiser un à un les fascistes » ayant voté pour le parti de droite Alliance nationale (AN) et à « les prendre maison par maison ».
En 2017, il est condamné à deux ans et trois mois d’emprisonnement pour détournement de fonds. Son fils Renzo Bossi est condamné à un an et six mois de prison pour avoir utilisé de l'argent de la Ligue du Nord afin de s'acheter un diplôme en Albanie et de payer ses contraventions.